# Karakul
Karakul ili Kara-Kul (tadžički: Қарoкул) je endoreično jezero u Pamirskim planinama u Tadžikistanu. Jezero je dugo 25 km i leži na nadmorskoj visini od 3.900 metara. Poluotok na južnom dijelu jezera i otok na sjevernom, dijele jezero na dva bazena, manji istočni koji je relativno plitak (13-19 m) i veći zapadni s dubinom od 221 do 230 metara.
Kara-Kul jezero leži u kružnoj depresiji koja je ustvari krater meteorita promjera 45 km. Pretpostavlja se da je meteorit udario prije 5 milijuna godina.

## Vanjske poveznice
|  | Zajednički poslužitelj ima još gradiva o temi Karakul |